# Lotus Europa (2006)
Lotus Europa — середньомоторний спортивний автомобіль з кузовом класу гран-турізмо британського автовиробника Lotus Cars. Презентація моделі відбулась на Женевському автосалоні 2006. Назва була запозичена з моделі Lotus Europa 1966–1975 років. Lotus Europa почали продавати з 2006 у Європі, для ринку якої він призначався. З 2008 розпочали виготовлення Lotus Europa SE з більш потужним мотором.

## Конструкція

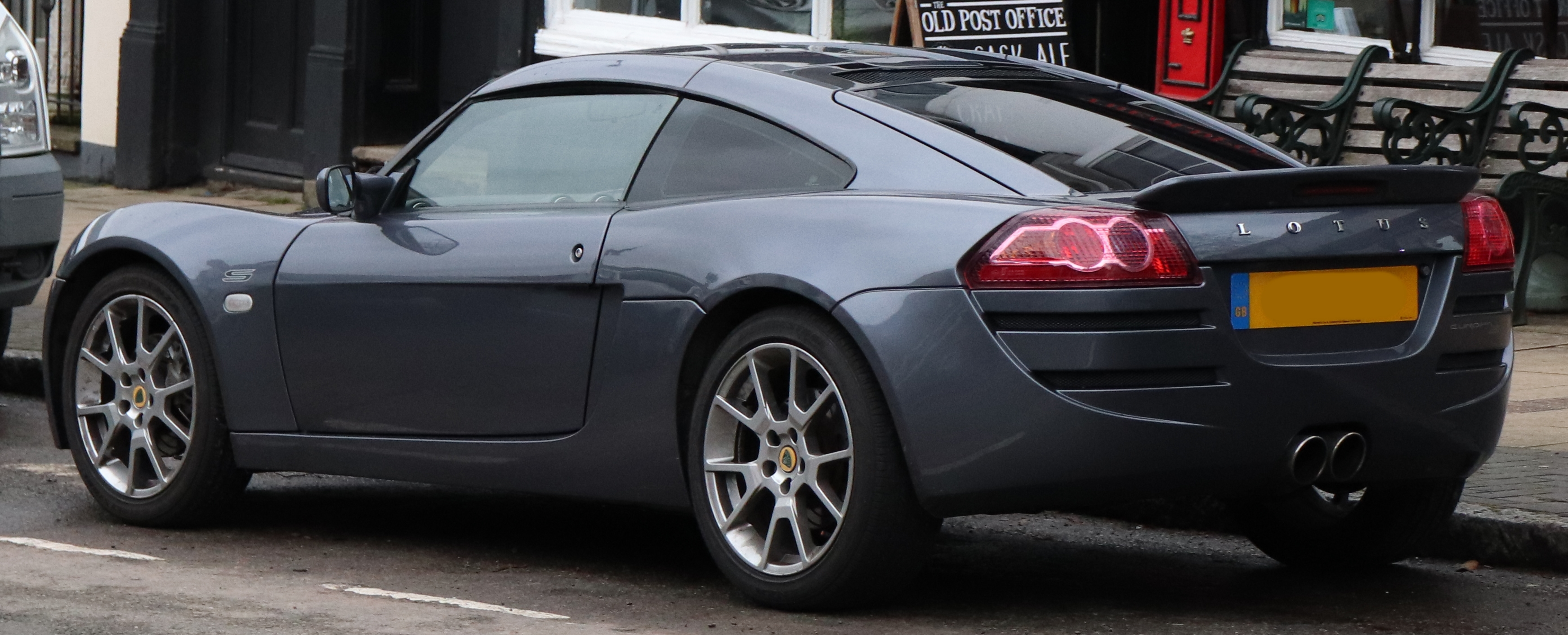
Lotus Europa S. Задня частина

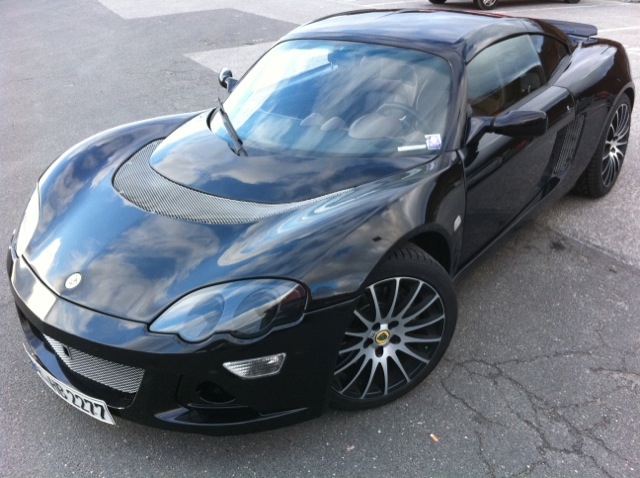
Lotus Europa SE

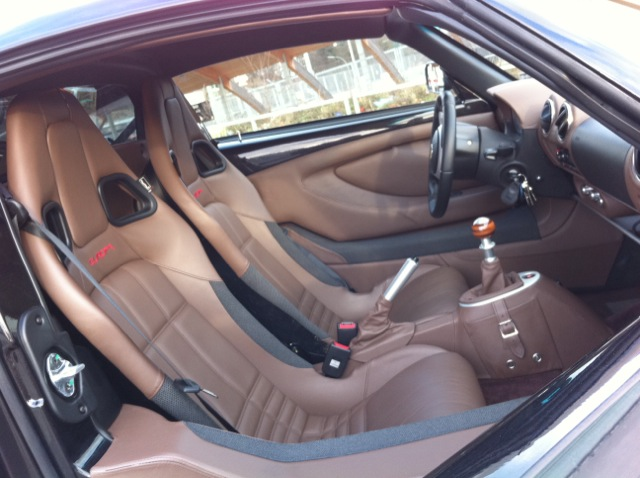
Lotus Europa SE. Салон

На відміну від давнішої популярної Lotus Elise модель Lotus Europa отримала більш елегантний дизайн кузова з корисним об'ємом 154 дм³, більш низькі бічні боковини, що полегшує посадку, подушку безпеки для пасажира, електричні склопідіймачі.
На модель встановили 4-циліндровий рядний мотор General Motors з турбонаддуванням об'ємом 1998 см³, потужністю 200 к.с. (147 кВт), 6-ступеневу коробку передач. Даний мотор до того використовували у Opel Speedster, збудованому на базі Lotus Elise. Модель досягала прискорення 0-100 км за 5.80 сек.
Через доволі стриману реакцію у покупців Lotus Europa S директор з розвитку Lotus Cars Роджер Бекер вирішив вдосконалити конструкцію. Для Lotus Europa SE ґрунтовно переробили кузов, підвіску, модифікували мотор. Більш широкі колеса разом з вдосконаленою системою гальмування покращили динаміку гальмування. Через нові норми викидів на початку 2010 припинили виробництво Europa S та Europa SE, що робило їх найменш чисельними моделями компанії Lotus.